# 東原亞希
東原亞希（日語：東原亜希；原名井上亞希；舊姓東原；1982年11月11日—）是日本神奈川縣橫須賀市出身的電視主持人及模特兒，目前隸屬於Platinum Production旗下。
她於2008年與柔道運動員井上康生結婚。
東原也寫上不少的博客。不過最近，很多所有與東原亞希有關的事情，最後的結果都是悲劇。她自己的博客被稱為死亡博客。因此「衰神」的稱呼對東原亞希來說一點都不為過。

## 外部連結
- Platinum Production網站內的個人資料 （页面存档备份，存于） （日語）
- 東原亞希官方日誌 （页面存档备份，存于） （日語）